# Жуана Португальская (1452—1490)
Блаженная Жуана Португальская (порт. Santa Joana Princesa; 6 февраля 1452 — 12 мая 1490) — португальская святая, регент и принцесса из Ависского дома; дочь короля Португалии Афонсу V и Изабеллы Коимбрской.

## Биография

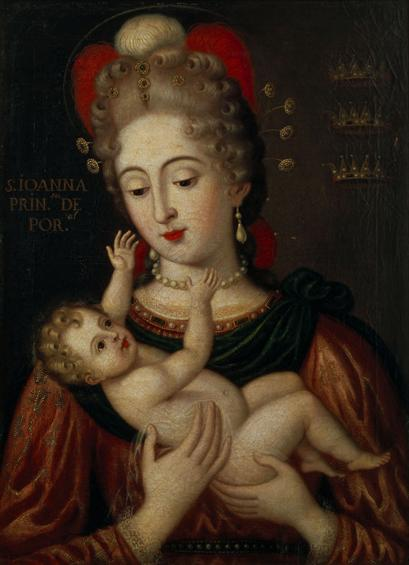
Святая принцесса Жуана с младенцем Иисусом (Жуан Баптиста Пачим, XVIII век)

### Ранняя жизнь
Жуана была вторым ребёнком Афонсу, однако после смерти её старшего брата Жуана в младенчестве, она была объявлена предполагаемой наследницей престола и получила титул принцессы Португалии. Другие дети короля были инфантами. После рождения её младшего брата, будущего короля Португалии Жуана II, она перестала быть предполагаемой наследницей, но среди людей продолжала быть известна как принцесса Жуана.
С юных лет Жуана выражала желание стать монахиней. Однако поскольку она была второй в очереди на престол, её отец не позволил этого. Во время своей военной экспедиции в Танжер в 1471 году Жуана была регентом Португалии.

### Предложения брака
После решительного отказа от нескольких предложений брака, Жуана ушла в доминиканский женский монастырь в Авейру в 1475 году. К тому времени у её брата родился наследник и поэтому роду больше не грозило пресечение. Тем не менее, она ещё несколько раз была вынуждена покинуть монастырь и вернуться ко двору. Она отклонила предложение о браке от короля Франции Карла VIII, который был на 18 лет младше. В 1485 году она получила ещё одно предложение от недавно овдовевшего короля Англии Ричарда III, который был всего на восемь месяцев моложе. Это должно было стать частью двойного семейного союза, так как его племянница Елизавета Йоркская предназначалась в жёны её двоюродному брату, будущему королю Португалии Мануэлу I. Однако его гибель в битве, о которой Жуана якобы имела пророческий сон, разрушила эти планы.

### Дальнейшая жизнь
Она продолжала быть сторонницей своего брата, короля Португалии Жуана II, на протяжении всего его правления и своей жизни.
Жуана умерла 12 мая 1490 года в Авейру и была похоронена в монастыре Иисуса в Авейру. Она была беатифицирована в 1693 году папой Иннокентием XII. Хотя она не была канонизирована, в Португалии она известна как святая принцесса Жуана.

## Интерес к персоне
В начале XVIII века португальское дворянство, духовенство и королевский двор стали проявлять интерес к принцессе. В это время португальский художник Мануэль Феррейра и Соуза написал множество картин, изображающих сцены из жизни блаженной Жуаны, по заказу различных религиозных учреждений, дворян и даже королевской семьи.

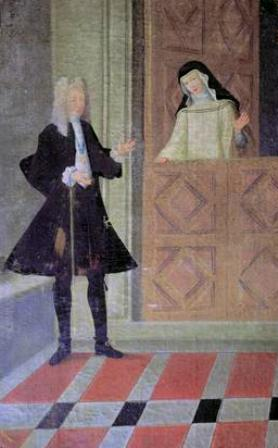
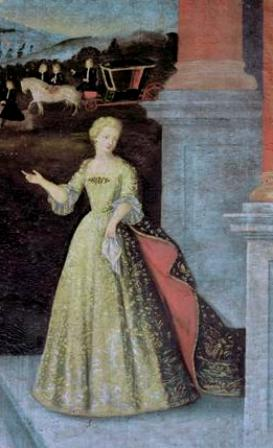
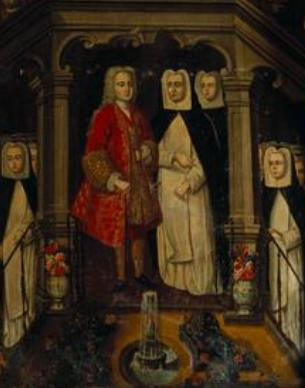
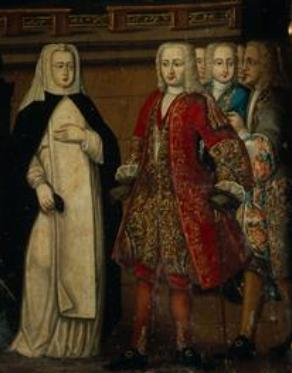
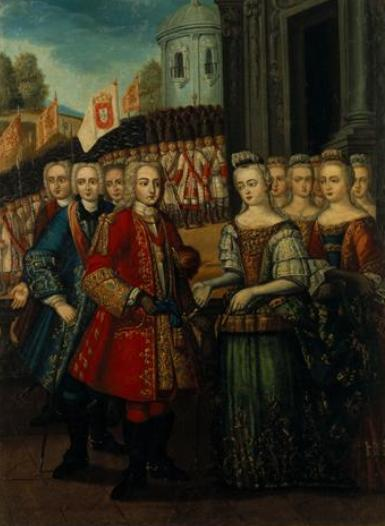
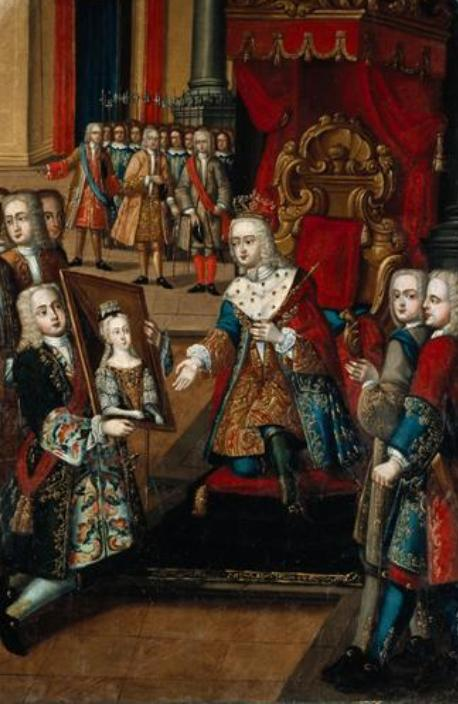